# August Hjelt
August Johannes Hjelt, född 29 juni 1862 i Tusby, Nyland, död 12 juli 1919 i Helsingfors, var en finländsk statistiker.

## Biografi
Han var son till Otto Hjelt och studerade efter avlagd filosofie kandidatexamen statistik och nationalekonomi i Frankrike och Tyskland. Han blev andre aktuarie vid Statistikcentralen 1886, filosofie licentiat 1887, aktuarie vid senatens justitieexpedition 1893, juris kandidat 1898 och direktor för Statistikcentralen 1902.
Hjelt var ledamot av flera statistiska kommittéer samt avfattade 1889 års arbetarförsäkringskommittés statistik och betänkande rörande sjuk-, begravnings- och pensionskassor samt olycksfall i arbetet. Han tillhörde Finska partiet och invaldes i den första lantdagen efter representationsreformen 1907. Vid koalitionssenatens bildande den 1 augusti 1908 utsdågs han till chef för kammarexpeditionen.

## Utmärkelser
- Sankt Annas orden, andra klass,  1913[3]
- Sankt Vladimirs orden, fjärde klassen[4]
- Kungliga Nordstjärneorden[4]
- Sankt Stanislausorden, andra klassen[4]
- Officier de l’instruction publique[4]

[Redigera Wikidata]